# Gregos do Egito
Os gregos egípcios, greco-egípcios ou gregos do Egito (em grego:  Αιγυπτιώτες, transl.: Aigyptiótes, "egipciotas") são habitantes egípcios de etnia grega que estão no país desde o período helenístico. Atualmente, são poucos os remanescentes, pois a maioria foi forçada a sair do Egito com o rescaldo da revolução de 1952.

## Antiguidade
Os gregos estão presentes no Egito desde pelo menos o século VII a.C. Heródoto visitou o Antigo Egito no século 5 a.C. e afirmou que os gregos foram um dos primeiros grupos de estrangeiros a viverem lá. Diodoro Sículo afirmou que Actis rodiense, um dos Helíadas, construiu a cidade de Heliópolis antes do cataclismo; da mesma forma os atenienses construíram Saís. Sículo relata que todas as cidades gregas foram destruídas durante o cataclismo, mas as cidades egípcias, incluindo Heliópolis e Sais, sobreviveram.

### Primeiras colônias históricas
De acordo com Heródoto (ii. 154), o rei Psamético I (664–610 a.C.) estabeleceu uma guarnição de mercenários estrangeiros em Tahpanhes, principalmente carianos e gregos jônicos.
No século VII a.C., após a Idade das Trevas grega de 1100 a 750 a.C., a cidade de Náucratis foi fundada no Egito Antigo. Localizava-se no braço canópico do rio Nilo, a 72 km do mar aberto. Foi a primeira e, durante grande parte de sua história inicial, a única colônia grega permanente no Egito; atuando como um nexo simbiótico para o intercâmbio de arte e cultura grega e egípcia.
Mais ou menos na mesma época, a cidade de Heracleion, a mais próxima do mar, tornou-se um importante porto para o comércio grego. Tinha um famoso templo de Héracles. A cidade mais tarde afundou no mar, sendo redescoberta apenas recentemente.
Do tempo de Psamético I em diante, os exércitos mercenários gregos desempenharam um papel importante em algumas das guerras egípcias. Um desses exércitos foi liderado pelo Mentor de Rodes. Outro personagem foi Fanes de Halicarnasso.

### Período helenístico

#### Governo de Alexandre, o Grande (332–323 a.C.)

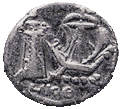
Reverso de um tetradracma com o Farol de Alexandria de 189 a.C.

Alexandre, o Grande conquistou o Egito em um estágio inicial de suas conquistas. Ele respeitou as religiões e costumes faraônicos e foi proclamado Faraó do Egito. Ele estabeleceu a cidade de Alexandria. Após sua morte, em 323 a.C., seu império foi dividido entre seus generais. O Egito foi dado a Ptolemeu I Sóter, cujos descendentes dariam ao Egito sua última dinastia real – uma brilhante. A dinastia foi composta exclusivamente por gregos étnicos e produziu dinastas como a famosa Cleópatra. Sua capital era Alexandria. Ptolemeu acrescentou legitimidade ao seu governo no Egito ao adquirir o corpo de Alexandre. Ele interceptou o cadáver embalsamado a caminho do enterro, trouxe-o para o Egito e o colocou em um caixão dourado em Alexandria. Permaneceria um dos famosos pontos turísticos da cidade por muitos anos, até ter sido provavelmente destruído em tumultos no século III d.C.

#### A dinastia ptolemaica (323–30 a.C.)

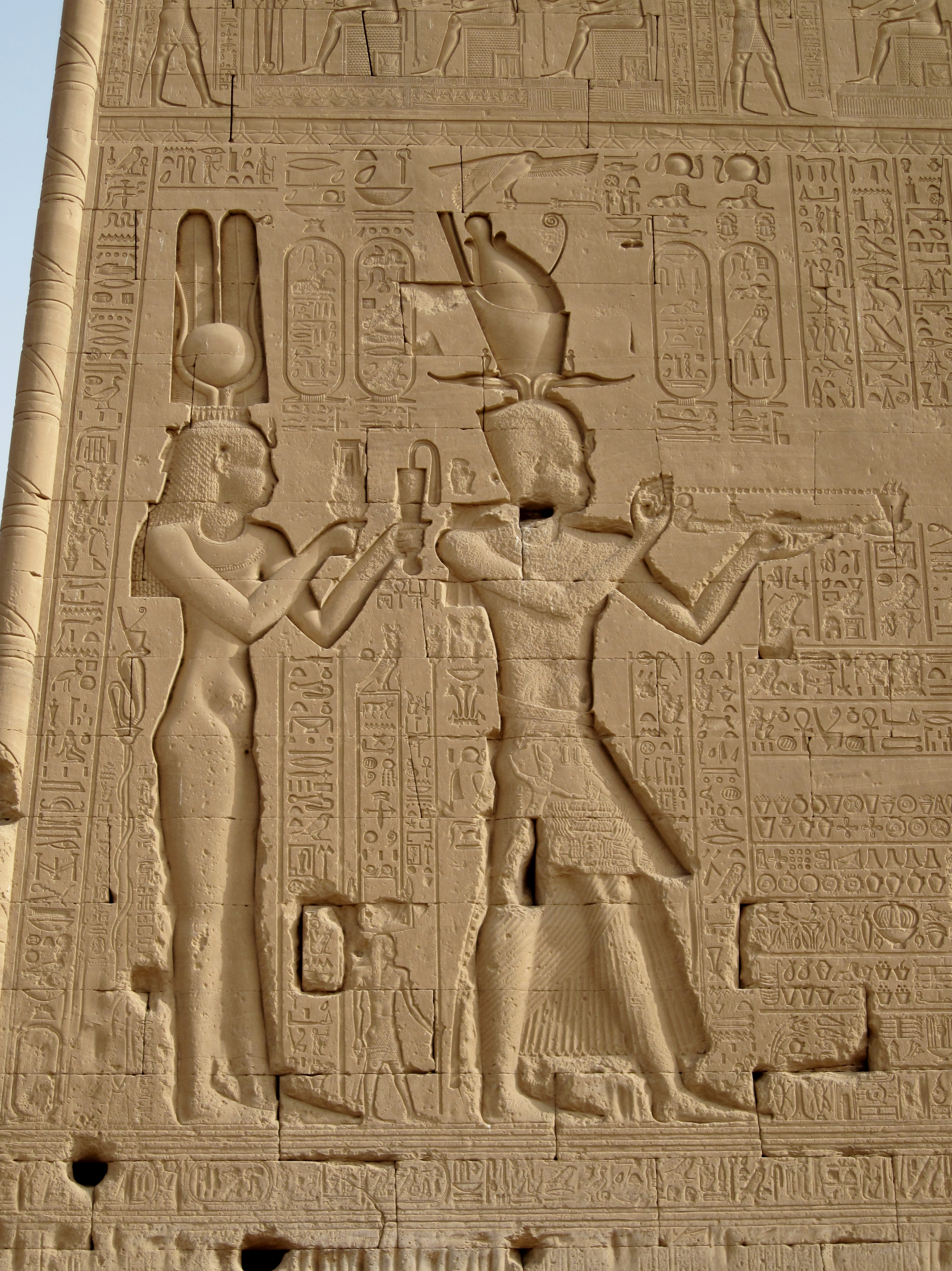
Cleópatra VII junto com seu filho Cesarião como Faraó

O objetivo inicial do reinado de Ptolemeu era estabelecer limites firmes e amplos para seu reino recém-adquirido. Isso levou a uma guerra quase contínua contra outros membros importantes do círculo de Alexandre. Às vezes ele ocupou Chipre e até mesmo partes da Grécia continental. Quando esses conflitos terminaram, ele estava firmemente no controle do Egito e tinha fortes reivindicações (disputadas pela dinastia selêucida) à Palestina. Ele se chamou rei do Egito a partir de 306 a.C. Quando ele abdicou em 285 a.C., em favor de um de seus filhos, a dinastia ptolemaica estava segura. Ptolemeu e seus descendentes mostraram respeito às tradições mais queridas do Egito – as da religião – e as transformaram em vantagem própria.
Alexandria tornou-se o centro do mundo grego e helenístico e o centro do comércio internacional, arte e ciência. O Farol de Alexandria foi uma das sete maravilhas do mundo antigo, enquanto durante o reinado de Ptolemeu II Filadelfo, a Biblioteca de Alexandria era a maior biblioteca do mundo até ser destruída. O último faraó foi uma princesa grega, Cleópatra VII, que se suicidou em 30 a.C., um ano após a batalha de Áccio.

### Egito romano e bizantino
Sob o domínio greco-romano, o Egito hospedou vários assentamentos gregos, concentrados principalmente em Alexandria, mas também em algumas outras cidades, onde colonos gregos viviam ao lado de cerca de sete a dez milhões de egípcios nativos. Os primeiros habitantes gregos de Faium eram soldados veteranos e cleruchs (oficiais militares de elite) que foram estabelecidos pelos reis ptolemaicos em terras recuperadas. Egípcios nativos também vieram se estabelecer em Faium de todo o país, notadamente do Delta do Nilo, Alto Egito, Oxirrinco e Mênfis, para realizar o trabalho envolvido no processo de recuperação de terras, como atestado por nomes pessoais, cultos locais e papiros recuperados. Estima-se que até 30% da população de Faium era grega durante o período ptolemaico, com o restante sendo egípcios nativos. No período romano, grande parte da população "grega" de Faium era composta por egípcios helenizados ou por pessoas de origens mistas egípcias e gregas. Na época do imperador romano Caracala, no século II d.C., os egípcios étnicos "genuínos" podiam ser facilmente diferenciados dos gregos de Alexandria "pelo seu discurso".

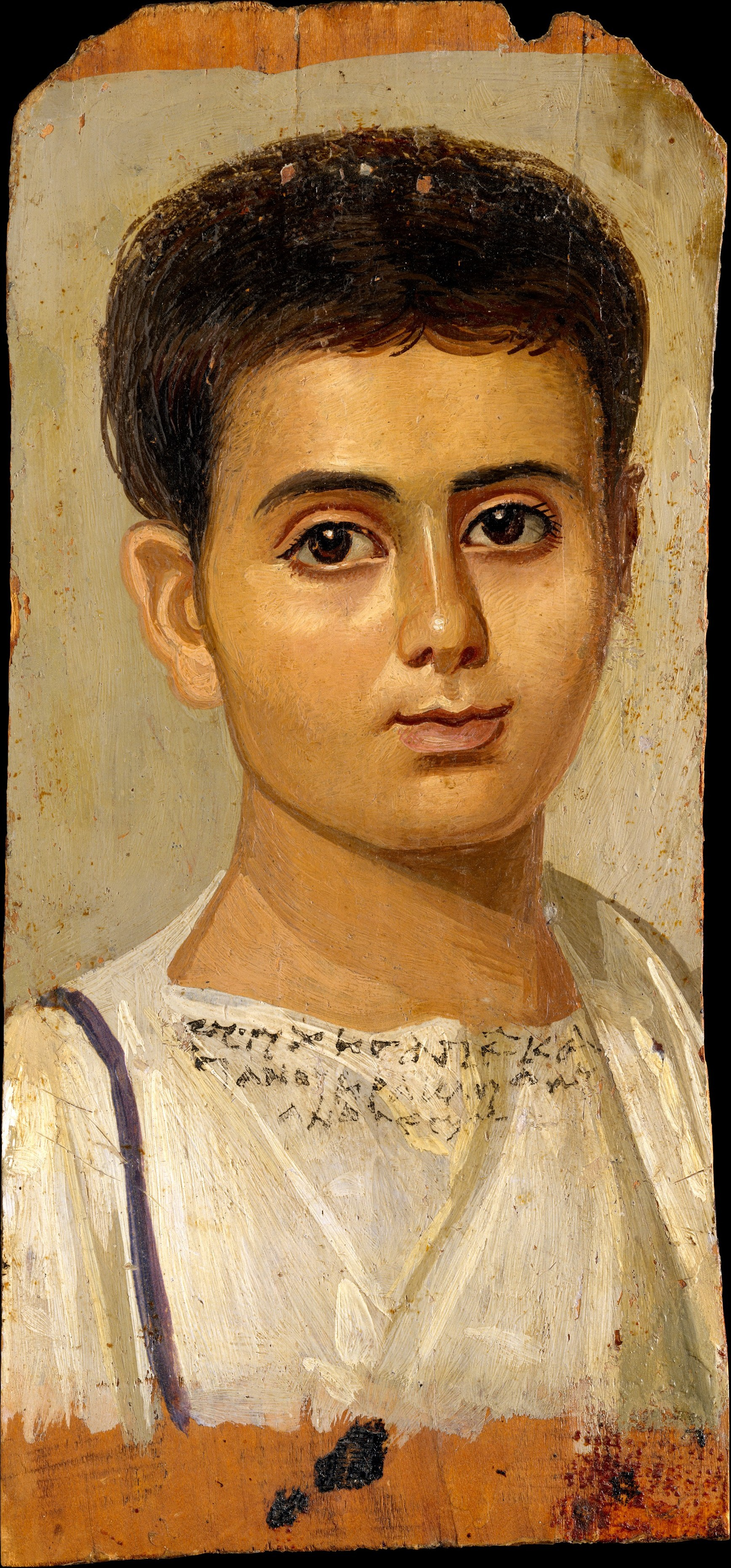
Retrato da múmia de Faium do século II de um menino, identificado pela inscrição como Eutiques, no Museu Metropolitano de Arte, em Nova Iorque

Embora comumente se acredite que representem os colonos gregos no Egito, os retratos de Faium refletem a síntese complexa da cultura egípcia predominante e da minoria grega de elite na cidade. De acordo com Walker, os primeiros colonos gregos ptolemaicos se casaram com mulheres locais e adotaram crenças religiosas egípcias e, na época romana, seus descendentes eram vistos como egípcios pelos governantes romanos, apesar de sua própria autopercepção de serem gregos. A morfologia dentária das múmias Faium do período romano também foi comparada com a de populações egípcias anteriores, e descobriu-se que era muito mais parecida com a dos antigos egípcios do que com os gregos ou outras populações europeias. Victor J. Katz observa que "as pesquisas em papiros datados dos primeiros séculos da era comum demonstram que uma quantidade significativa de casamentos mistos ocorreu entre as comunidades grega e egípcia".

## Era medieval islâmica e otomana

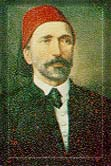
Raghib Pasha

(c. 1819–1884) foi um grego que foi sequestrado quando criança, escravizado e convertido ao Islã. Mais tarde serviu como primeiro-ministro do Egito.]]
A cultura grega e a influência política continuaram e talvez tenham alcançado alguns de seus momentos mais influentes durante o califado otomano, que testemunhou muitos sultões e paxás otomanos de ascendência grega governando o Império Otomano em geral e o Egito em particular. Outros gregos notáveis no Egito durante o período otomano incluíam Damat Hasan Pasha da Moreia, um governador do Egito. Raghib Pasha, nascido na Grécia e de pais gregos, serviu como primeiro-ministro do Egito. Durante o califado otomano, Pargalı Ibrahim Pasha, grão-vizir de Solimão, o Magnífico de 1520 a 1566, é talvez o mais conhecido.
Muitos muçulmanos gregos de Creta (muitas vezes chamados de forma confusa de turcos cretenses) foram reassentados no Egito, Líbia, Líbano e Síria pelo sultão Abdul Hamid II após a Guerra Greco-Turca de 1897 que resultou na autonomia de Creta (veja o exemplo de al- Hamidiyah, uma aldeia muçulmana grega em grande parte cretense na Síria).

## Tempos modernos

### Comunidade grega
Em 1920, aproximadamente 200.000 gregos viviam no Egito. Por cerca de 1940, os gregos eram cerca de 300.000. A comunidade grega em Alexandria vivia em torno da igreja e convento de Savas, o Santificado . Na mesma área havia uma casa de hóspedes para viajantes gregos, um hospital grego e mais tarde uma escola grega. O bispo ortodoxo grego estava centrado em Damieta na igreja de Nicolau de Mira.
No Cairo, a primeira comunidade grega organizada foi fundada em 1856, com a comunidade centrada em três bairros principais: Tzouonia, Haret el Roum (Rua dos Gregos) e em Hamzaoui. O patriarcado foi baseado na Catedral Ortodoxa Grega de São Nicolau, Hamzaoui. O mosteiro de São Jorge, no Cairo Velho, ainda sobrevive. O mosteiro é cercado por uma enorme muralha e encimado por uma torre de pedra. Dentro de seus muros havia um hospital grego, uma escola e moradia para idosos e pobres.
Além das comunidades gregas de Alexandria e Cairo, haviam as comunidades gregas organizadas de Almançora, fundada em 1860, Porto Saíde, fundada em 1870, Tanta em 1880, e a comunidade de Zagazigue em 1850. Havia quinze comunidades menores em todo o Egito e principalmente em torno do Cairo e Alexandria. No Alto Egito, a mais antiga comunidade grega antiga era a de Minia, fundada em 1812.
Os primeiros bancos no Egito foram criados pelos gregos, incluindo o Banco de Alexandria, o banco anglo-egípcio (família Sunadinos/Συναδινός) e o Banco Geral de Alexandria. Além disso, foram os agricultores e fazendeiros gregos que primeiro, sistematicamente e com planejamento científico, cultivaram algodão e tabaco. Melhoraram a quantidade e a qualidade da produção e dominaram as exportações de algodão e tabaco. Famílias notáveis no comércio de tabaco foram os Salvagos (Σαλβάγκος), Benakis (Μπενάκης), Rodochanakis (Ροδοχανάκης) e Zervoudachis (Ζερβουδάκης). As cultivares de tabaco utilizadas para a fabricação de cigarros, por exemplo, por Kyriazi Freres, eram de origem grega. Estabeleceu-se assim um próspero comércio entre a Grécia e o Egito. Outras áreas de interesse para os gregos no Egito eram alimentos, vinho, sabão, artesanato em madeira e impressão.

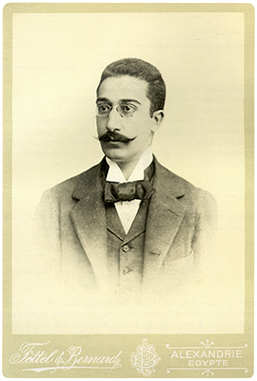
Konstantínos Kaváfis

Na indústria alimentícia, as indústrias de macarrão de Melachrinos (Μελαχροινός) e Antoniadis (Αντωνιάδης) eram bem conhecidas. Outro exemplo foi a produção de queijo e manteiga de Argyriou (Αργυρίου), Roussoglou (Ρουσσόγλου) e Paleoroutas (Παλαιορούτας). Os produtores de biscoitos de chocolate e caramelo foram: Daloghlou (Δαλόγλου), Russos (Ρούσσος), Repapis (Ρεπάπης); Produtores de óleos-sabões-gorduras vegetais (Sal & Soda) como Zerbinis (Ζερμπίνης) estavam sediados em Kafr al-Zayat. Havia muitos teatros e cinemas gregos. Os principais jornais gregos eram Ta grammata (Τα Γράμματα), Tahidromos (Ταχυδρόμος), e Nea Zoi (Νέα Ζωή). A comunidade grega no Egito produziu inúmeros artistas, escritores, diplomatas e políticos, sendo o mais famoso o poeta Konstantínos Kaváfis (Κωνσταντίνος Καβάφης) e também o pintor Konstantinos Parthenis (Κωνσταντίνος Παρθένης).
Durante as Guerras Balcânicas, as comunidades gregas do Egito enviaram voluntários, financiaram hospitais e acomodaram as famílias dos soldados. Durante a Segunda Guerra Mundial (1940–1945), mais de 7.000 gregos lutaram pelos Aliados no Oriente Médio; 142 morreram. Sua contribuição financeira atingiu 2.500 milhões de libras egípcias. Após a crise de Suez, os trabalhadores britânicos e franceses partiram enquanto os gregos ficaram.

### Benfeitores greco-egípcios

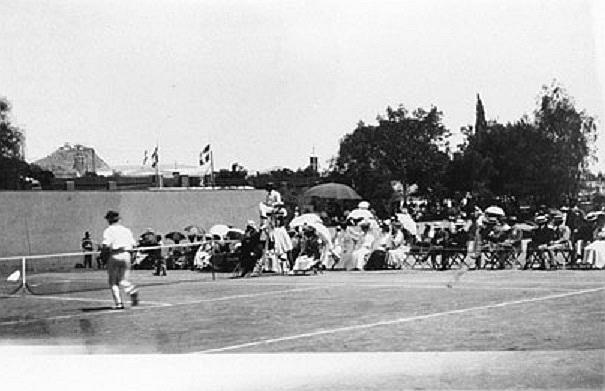
Dionysios Kasdaglis, jogador egípcio de tênis grego étnico nos Jogos Olímpicos de Atenas em 1896

O surgimento de uma aristocracia grega de ricos industrialistas, comerciantes e banqueiros criou o legado do filantropismo greco-egípcio. Esses benfeitores doaram grandes quantias para a construção de escolas, academias, hospitais e instituições no Egito e na Grécia. Michail Tositsas doou grandes quantias para a construção da Universidade de Atenas, o Orfanato Amalio e o Politécnico de Atenas. Sua esposa Eleni Tositsa doou o terreno para o Museu Arqueológico Nacional de Atenas. George Averoff também contribuiu para a construção da Universidade Politécnica Nacional de Atenas, a Academia Militar Evelpidon e doou o cruzador Averof à Marinha Helênica. Emmanouil Benakis contribuiu para a construção da Galeria Nacional de Atenas, enquanto seu filho Antonis Benakis foi o fundador do Museu Benaki. Outros grandes benfeitores incluem Nikolaos Stournaras, Theodoros Kotsikas, Nestoras Tsanaklis, Konstantinos Horemis, Stefanos Delta, Penelope Delta, Pantazis Vassanis e Vassilis Sivitanidis.

### Êxodo
O êxodo dos gregos do Egito começou antes do golpe de estado de 1952. Com o estabelecimento do novo regime soberano de Gamal Abdel Nasser, a ascensão do nacionalismo pan-árabe e a subsequente nacionalização de muitas indústrias em 1961 e 1963, milhares de funcionários gregos decidiram emigrar. Muitos deles emigraram para a Austrália, Estados Unidos, Canadá, África do Sul, Europa Ocidental e Grécia. Muitas escolas, igrejas, pequenas comunidades e instituições gregas fecharam posteriormente, mas muitas continuam funcionando até hoje. O regime de Nasser viu um grande êxodo dos gregos do Egito, mas a maior parte da minoria deixou o país antes ou depois do período 1952–1970. As guerras árabe-israelenses de 1956 e 1967 contribuíram para o desenraizamento da considerável comunidade grega nas cidades do Canal de Suez, especialmente Porto Saíde. 

### Hoje
Hoje, a comunidade grega conta oficialmente com cerca de 5.000 pessoas, com estimativas independentes que vão até 60.000. Muitos de origem grega são agora contados como egípcios, tendo mudado de nacionalidade. Em Alexandria, além do Patriarcado, há uma escola de teologia patriarcal que abriu recentemente após 480 anos de fechamento. A igreja de São Nicolau no Cairo e vários outros edifícios em Alexandria foram recentemente renovados pelo governo grego e pela Fundação Alexander S. Onassis . A igreja de São Jorge no Cairo Antigo esteve passando por uma restauração até o fim em 2014. Durante a última década, houve um novo interesse do governo egípcio por uma reaproximação diplomática com a Grécia e isso afetou positivamente a diáspora grega. A diáspora recebeu visitas oficiais de muitos políticos gregos. As relações econômicas entre a Grécia e o Egito se expandiram. A partir de 2010, o Egito recebeu grandes investimentos gregos em bancos, turismo, papel, indústria de petróleo e muitos outros. Em 2009, um memorando de cooperação de cinco anos foi assinado entre o NCSR Demokritos Institute em Agia Paraskevi, Atenas e a Universidade de Alexandria, sobre pesquisa em arqueometria e setores contextuais.

## Gregos notáveis do Egito
Os gregos de Cirene (a Cirenaica é uma região correspondente ao leste moderno da Líbia) também estão incluídos, pois durante a antiguidade mantinha relações estreitas com os reinos egípcios e, em alguns pontos, também fez parte do reino ptolemaico. A presença de um asterisco (*) ao lado do nome de uma pessoa denota que a pessoa nasceu fora do Egito, no entanto, a maior parte da vida dessa pessoa ou trabalho mais importante ocorreu enquanto estava no Egito.
|  | Antiguidade Séculos VII - I a.C.                               |  | Era romana e bizantina Séculos I - VII d.C.                       |  | Califado Árabe & era Otomana Séculos VII - XIX d.C.       |  | Contemporâneos Séculos XX e XXI d.C.                                |
|  | -------------------------------------------------------------- |  | ----------------------------------------------------------------- |  | --------------------------------------------------------- |  | ------------------------------------------------------------------- |
|  | Bato I de Cirene * Governante, século VII a.C., Cirene         |  | Heron de Alexandria Engenheiro, século I a.C. ou d.C., Alexandria |  | George Averoff * Empresário, 1815 - 1899, Alexandria      |  | Jean Dessès Designer de moda, 1904 - 1970, Alexandria               |
|  | Teodoro de Cirene Matemático, V século a.C., Cirene            |  | Fílon de Alexandria Filósofo, 20 a.C.- 50 d.C., Alexandria        |  | Emmanouil Benakis * Político, 1843 - 1929, Alexandria     |  | Alexander Iolas Colecionador de arte, 1907 - 1987, Alexandria       |
|  | Aristipo Filósofo, 435 - 356 a.C., Cirene                      |  | Queremon de Alexandria Filósofo, século I d.C., Alexandria        |  | Ioannis Pesmazoglou * Economista, 1857 - 1906, Alexandria |  | Kimon Evan Marengo Cartunista, 1907 - 1988, Zifta                   |
|  | Aristeu, o Velho * Matemático, 370 - 300 a.C., Alexandria      |  | Menelau de Alexandria Matemático, 70 - 140 d.C., Alexandria       |  | Konstantínos Kaváfis Poeta, 1863 - 1933, Alexandria       |  | Nikos Tsiforos Diretor, 1909 - 1970, Alexandria                     |
|  | Ptolemeu I Sóter * Governante, 367 - 282 a.C., Alexandria      |  | Ptolemeu Geógrafo, 90 - 168 d.C., Alexandria                      |  | Antonis Benakis Empresário, 1873 - 1954, Alexandria       |  | Mary Giatra Lemou Autor, 1915 - 1989, Alexandria                    |
|  | Filetas de Cos * Poet, 340 - 285 a.C., Alexandria              |  | Sosígenes de Alexandria Astrônomo, século I d.C., Alexandria      |  | Dimitrios Kasdaglis * Atleta, 1872 - 1931, Alexandria     |  | Dinos Iliopoulos Ator, 1915 - 2001, Alexandria                      |
|  | Teodoro, o Ateu Filósofo, 340 - 250 a.C., Cirene               |  | Trasilo de Mendes Matemático, século I d.C., Alexandria           |  | Penélope Delta Autora, 1874 - 1941, Alexandria            |  | Voula Zouboulaki Ator, 1924, Cairo                                  |
|  | Euclides * Matemático, 325 - 265 a.C., Alexandria              |  | Clemente de Alexandria Teólogo, 150 - 211 d.C., Alexandria        |  | Konstantinos Parthenis Pintor, 1878 - 1967, Alexandria    |  | Jani Christou Compositor, 1926 - 1970, Cairo                        |
|  | Magas de Cirene Governante, 317 - 250 a.C., Cirene             |  | Orígenes Teólogo, 185 - 251 d.C., Alexandria                      |  | Konstantinos Tsaldaris Político, 1884 - 1970, Alexandria  |  | Nelly Mazloum Dançarina, 1929 - 2003, Alexandria                    |
|  | Ptolemeu II Filadelfo * Governante, 309 - 246 a.C., Alexandria |  | Plotino Filósofo, 203 - 270 d.C., Alexandria                      |  |                                                           |  | Constantin Xenakis Artista, 1931, Cairo                             |
|  | Calímaco Poeta, 305 - 240 a.C., Cirene                         |  | Diofanto Matemático, ~210 - ~290 d.C., Alexandria                 |  |                                                           |  | Antigone Costanda Modelo, 1934, Alexandria                          |
|  | Ctesíbio Engenheiro, 285 - 222 a.C., Alexandria                |  | Sta. Catarina de Alexandria Teóloga, 282 - 305 d.C., Alexandria   |  |                                                           |  | Georges Moustaki Cantor, 1934 - 2013, Alexandria                    |
|  | Conão de Samos * Astrônomo, 280 - 220 a.C., Alexandria         |  | Papo de Alexandria Matemático, 290 - 350 d.C., Alexandria         |  |                                                           |  | Manos Loïzos Compositor, 1937 - 1982, Alexandria                    |
|  | Eratóstenes Matemático, 276 - 194 a.C., Alexandria             |  | Téon de Alexandria Matemático, 335 - 405 d.C., Alexandria         |  |                                                           |  | George Leonardos Autor, 1937, Alexandria                            |
|  | Apolônio de Rodes Poeta, século III a.C., Alexandria           |  | Hipátia Matemática, 370 - 416 d.C., Alexandria                    |  |                                                           |  | Clea Badaro Pintora, 1913 - 1968, Alexandria                        |
|  | Sóstrato de Cnido * Engenheiro, século III a.C., Alexandria    |  | Paladas Poeta, século IV d.C., Alexandria                         |  |                                                           |  | Nikos Perakis Diretor, 1944, Alexandria                             |
|  | Hípsicles Matemático, 190 - 120 a.C., Alexandria               |  | Isidoro de Alexandria Filósofo, 450 - 520 d.C., Alexandria        |  |                                                           |  | Demetrio Stratos Cantor, 1945 - 1979, Alexandria                    |
|  | Dionísio de Cirene Matemático, século II a.C., Cirene          |  | Hiérocles de Alexandria Filósofo, século V d.C., Alexandria       |  |                                                           |  | Demis Roussos Cantor, 1946 - 2015, Alexandria                       |
|  | Eudoro de Alexandria Filósofo, século I a.C., Alexandria       |  | Hesíquio de Alexandria Autor, século V d.C., Alexandria           |  |                                                           |  | Andreas Gerasimos Michalitsianos Astrônomo, 1947 - 1997, Alexandria |
|  | Aretáfila de Cirene Revolucionária, século I a.C., Cirene      |  |                                                                   |  |                                                           |  | Nora Valsami Atriz, 1948, Cairo                                     |
|  | Cleópatra VII Governante, 69 - 30 a.C., Alexandria             |  |                                                                   |  |                                                           |  | Alkistis Protopsalti Cantora, 1954, Alexandria                      |
|  |                                                                |  |                                                                   |  |                                                           |  | Alex Proyas Diretor, 1963, Cairo                                    |